# Луїс де Моліна
Луїс де Моліна (29 вересня 1535, Куенка, Нова Кастилія — 12 жовтня 1600, Мадрид) — іспанський єзуїт, богослов і засновником молінізму .

## Життя і творчість

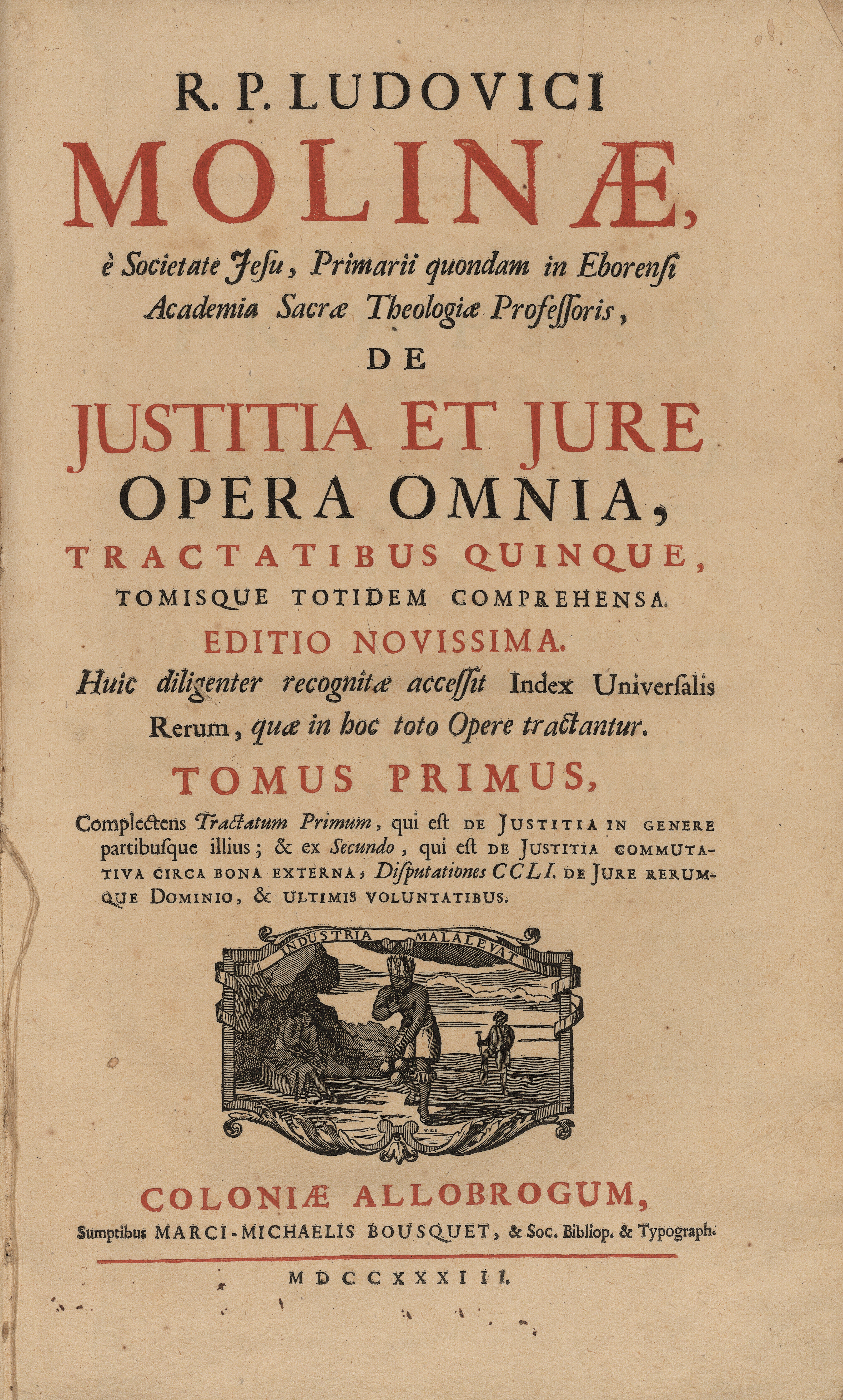
De iustitia et iure, 1733

Луїс де Моліна вивчав юриспруденцію в Саламанці (1551—1552), філософію в Алькала-де-Енарес (1552—1553) і Коїмбра (1554—1558) і теологію в Коїмбра (1558—1562). Єзуїт з 1553 року, він викладав філософію в Коїмбрі з 1563 по 1567 рік, теологію в Еворі з 1568 року та в Куенці з 1591 року. У квітні 1600 року, незадовго до смерті від дизентерії, він був призначений професором моралі у відомому єзуїтському коледжі в Мадриді . Його голова як реліквія зберігається в Алькалі .
Згідно з Моліною, взаємодія божественної благодаті та вільної волі визначає виправдання, а також моральні вчинки (concursus divinus). Через ідею scientia media Моліна намагається поєднати божественне всезнання зі свободою волі: Бог заздалегідь знає, як його вільно створені створіння вирішать за даних умов; тому Бог може створити умови таким чином, щоб люди вільно приймали рішення згідно з його судженням (на відміну від доктрини praemotio-physica томістів).
У своїй книзі «Liberi arbitrii cum gratiae donis, divina praescientia, providentia, praedestinatione et reprobatione concordia» він вчив про обумовленість божественних спасительних намірів через врахування наперед визначеної волі людини. Цей погляд оскаржувався домініканцями як антитомістичний, але захищався багатьма єзуїтами (моліністами), що породило полеміку про благодать, яка згодом продовжилася в янсеністських суперечках.
У 1607 році Папа Павло V заборонив подальшу дискусію до папського рішення, яке так і не з'явилося, так що «нічия» 1607 року сьогодні вважається остаточною.
Моліна також займав позицію щодо держави та економіки, суспільства, права та моралі; його вважають ліберальним економічним етиком пізньої іспанської схоластики. Він піддавав традиційне право обґрунтованій критиці, через що відійшов від римського права і зайняв позицію юриста природного права, шукаючи нових рішень і висновків. Його важлива праця «De iustitia et iure» не залишилася непоміченою. Моліна — а слідом за ним і Леонгард Лесіус — передусім продовжував секуляризовану доктрину природного права Гуго Гроція, основоположника цього напряму.

## Праці

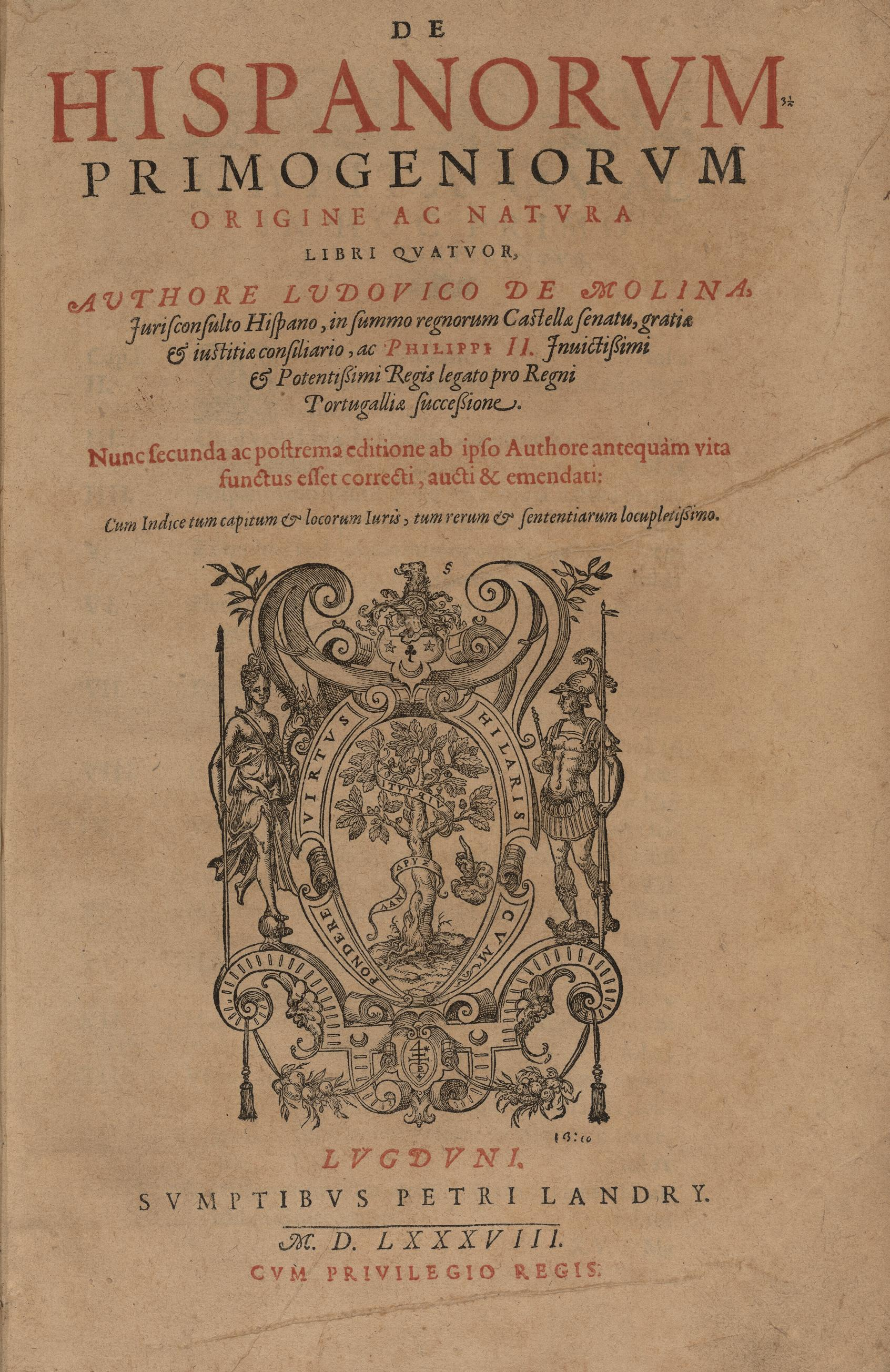
De Hispanorum primogeniorum origine ac natura, 1588

- Liberi arbitrii cum gratiae donis, divina praescientia, providentia, praedestinatione et reprobatione concordia, ed. J. Rabeneck, Madrid 1953.
- De Hispanorum primogeniorum origine ac natura (лат.). Lugduni: Pedro Landri. 1588.
- De iustitia et iure, 6 Bde., Cuenca 1593—1609.
  - De iustitia et iure (лат.). Т. 1. Coloniae Allobrogum: Marc Michel & C Bousquet. 1733.
  - De iustitia et iure (лат.). Т. 2. Coloniae Allobrogum: Marc Michel & C Bousquet. 1733.
  - De iustitia et iure (лат.). Т. 3. Coloniae Allobrogum: Marc Michel & C Bousquet. 1733.
  - De iustitia et iure (лат.). Т. 4. Coloniae Allobrogum: Marc Michel & C Bousquet. 1733.
  - De iustitia et iure (лат.). Т. 5. Coloniae Allobrogum: Marc Michel & C Bousquet. 1733.
- Commentaria in primam partem divi Thomae (лат.) (вид. 2 Bde., fol.). Cuenca. 1593.
  - Commentaria in primam divi Thomae partem (лат.). Venetiis: Compagnia Minima. 1594.